# Witalis Skorupka
Witalis Waldemar Skorupka, ps. Orzeł (ur. 16 lutego 1923 w Sokółce, zm. 22 maja 2024) – żołnierz Armii Krajowej, zastępca dowódcy plutonu w Akcji „Burza”, skazany na karę śmierci, pułkownik WP w stanie spoczynku.

## Rodzina[3]
Matka, Zofia Nowacka, urodzona w 1900 w Mariupolu nad Morzem Azowskim, była córką polskiego kolejarza. Ojciec, Aleksander Skorupka, urodził się na Podlasiu, był stryjecznym bratem księdza Ignacego Skorupki. Na przełomie 1914/1915 został powołany do armii carskiej. Podczas I wojny światowej walczył na frontach, m.in. w Karpatach, skąd zdezerterował. W obawie przed wyrokiem za ucieczkę ponownie zgłosił się do wojska, gdzie pełnił rolę łącznika. Rewolucja październikowa zastała go w Petersburgu. Wstąpił do partii i jako działacz pojechał do Mariupola, gdzie poznał Zofię Nowacką. Z Mariupola, wraz z rodziną żony, wrócił do Polski w jednym z transportów Polaków organizowanych przez Feliksa Dzierżyńskiego. Aleksander Skorupka był członkiem Polskiej Partii Socjalistycznej. Zmarł w 1945 w wyniku ran odniesionych w powstaniu warszawskim.

## Życiorys
Dzieciństwo spędził w Białymstoku, był członkiem 3. drużyny harcerskiej im. Zawiszy Czarnego. Na przełomie 1938/1939 rodzina przeprowadziła się do Warszawy, mieszkali na Sadybie. Podczas II wojny światowej pełnił na początku rolę gońca. Brał udział w Akcji „Burza”. 9 listopada 1945 został skazany w procesie kiblowym w więzieniu praskim przy ulicy 11 Listopada na karę śmierci. 36 dni spędził w celi śmierci, w 18. dniu jego pobytu pozorowano egzekucję. Wyrok śmierci zamieniony został przez Bolesława Bieruta na 10 lat więzienia. Podstawą ku złagodzeniu wyroku było zabicie przez Witalisa Skorupkę w akcji bojowej 22. pułku AK dwóch gestapowców: SS-Sturmscharführera  Heinricha Krafta – szefa niemieckiej policji kryminalnej w Siedlcach oraz jego kierowcy, Alfonsa Mantza (również SS-mana), odpowiedzialnych za likwidację getta siedleckiego. Witalis Skorupka wyszedł na wolność w 1953, po ośmiu latach odsiadki.
Pełnił funkcję prezesa Związku Więźniów Politycznych Skazanych na Karę Śmierci w Okresie Reżimu Komunistycznego oraz wiceprezesa Warszawskiego Oddziału Związku Więźniów Politycznych Okresu Stalinowskiego.
Z okazji Narodowego Dnia Pamięci „Żołnierzy Wyklętych” został w 2016 awansowany przez ministra Antoniego Macierewicza na stopień pułkownika. W 2021 został ambasadorem szczepień przeciw COVID-19.

## Odznaczenia
- Krzyż Komandorski Orderu Odrodzenia Polski (2021)[9][10]
- Krzyż Oficerski Orderu Odrodzenia Polski (2008)[11]
- Krzyż Kawalerski Orderu Odrodzenia Polski (1995)[12]
- Krzyż Walecznych (dwukrotnie)
- Krzyż Armii Krajowej
- Krzyż Partyzancki
- Medal „Pro Memoria”
- Medal Wojska